# Placa oclusal

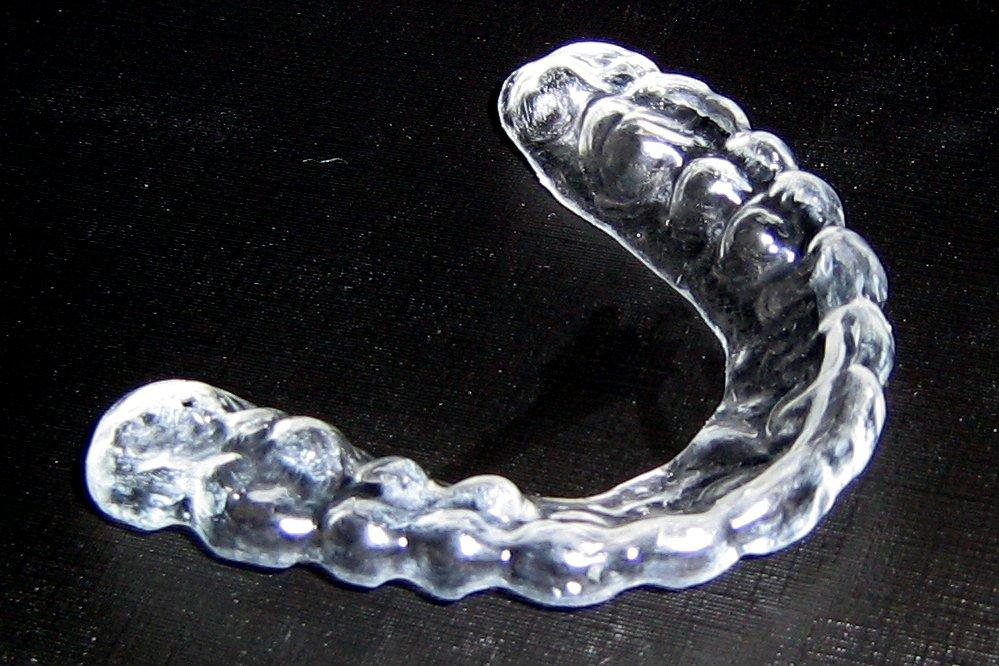
Placa oclusal.

Em oclusão, as Placas oclusais  são aparelhos removíveis normalmente fabricados em resina acrílica, que cobrem as superfícies oclusais dos dentes superiores ou inferiores e são extensivamente usadas no tratamento da disfunção musculoarticular. As placas oclusais também são conhecidas: desprogramadores oclusais; placa de mordida; protetores noturnos, etc...

## Introdução
As placas oclusais são dispositivos intraorais removíveis, geralmente confeccionados em resina acrílica, os quais recobrem, parcialmente ou totalmente, as superfícies incisais e oclusais dos dentes, alterando a oclusão do paciente, criando assim contatos oclusais estáveis e conseqüentemente um relacionamento maxilo-mandibular mais favorável. A utilização das placas oclusais realiza um relaxamento na musculatura mastigatória através de uma desprogramação da memória proprioceptiva, aliviando os sintomas da dor, porem não curando devido aos inúmeros fatores causadores desta. A utilização das placas também auxilia no diagnostico da causa da dor, pois na paralisação do seu uso, se os sintomas persistirem, conclui-se que a causa não é simplesmente de fundo emocional e sim oclusal, necessitando dessa maneira de um possível ajuste oclusal.

## Histórico
No início do século passado, mais precisamente em 1901, Karoly introduziu o uso das placas oclusais confeccionadas com vulcanite, e tinha como objetivo principal tratar pacientes com bruxismo. Desde então, vários aparelhos oclusais têm sido confeccionados e indicados para tratar os distúrbios muscularticulares. Na década de 1920, a perda da dimensão vertical de oclusão era tida como a principal causa dos problemas articulares. Para tratamento, as placas eram somente colocadas na região posterior. O que se observou como o uso da placa, era a intrusão de pré-molares e molares, o que agravava ainda mais os problemas oclusais.
Em 1950, Posselt, introduziu as placas oclusais de superfícies lisa, com finalidade de eliminar interferências oclusais e para que os côndilos assumissem uma porção ideal ou ótima dentro da cavidade glenóide. As placas apresentavam contato oclusais com todos os dentes antagonistas. Até então, somente um tipo de placa era usado para tratar todos os problemas articulares, de forma genérica. A partir desta placa plana, Ramfjord e Ash, na década de 1960, desenvolveram a placa total lisa, com desoclusão lateral e protusão pelo canino, na qual todos os dentes se contatam em relação cêntrica (RC) conhecida hoje como placa de Michigam.

## Localização
As placas oclusais podem ser confeccionadas para serem usadas tanto na arcada inferior como na superior. Também podem ser utilizadas na região ântero-posterior (canino a canino). Poucas são as vezes que razões que levam ao uso de uma placa inferior, a não ser pelo envolvimento estético, fonação ou por ausência dental. Entretanto, estabelecer contato com todos os dentes antagonistas, especialmente os anteriores superiores, não é uma tarefa fácil, porque p tipo de relação oclusal pode projetar estes dentes para vestibular.
Uma boa indicação para o uso de placa inferior é nos de pacientes portadores de pseudobolsa III. Esses pacientes, quando manipulados em relação cêntrica, os dentes anteriores, normalmente os quatro incisivos, tocam entre si, mantendo os dentes posteriores desocluídos. Com a instalação da placa na arcada inferior se estabeleceriam os contatos nos demais dentes com a mesma. Mas, de maneira geral, a placa ou as placas colocadas na arcada superior é mais comumente usada. Sejam elas planas; planas om desoclusão pelo canino; esculpidas ou somente anterior. As placas colocadas na arcada superior são universalmente mais aceitas.

## Motivos e indicações para o uso
Com o entendimento cada vez maior do diagnóstico específico dos problemas envolvendo dos músculos da mastigação e as articulações temporomandibulares (ATM), tem-se sugerido que algum tipo de placa seja de uso mais específico do que outros. No entanto, é necessário alertar que as recomendações que se farão a seguir são basicamente em observações empíricas, experiências clínica e com pouco base em pesquisas científicas.
Todas as placas oclusais podem alterar os estímulos neuroperiférico, relações oclusais, dimensão vertical, posicionamento das ATM, bem como postura. Além disso, estes aparelhos podem ser também servir na mudança comportamental dos pacientes e ter um papel significante, embora inespecífico com efeito placebo. Num trabalho realizado na África do Sul, na Universidade de Witwatersrand, Johannesburg, por Muller e cols., observaram que após tratarem pacientes com desordens temporomandibulares, utilizando-se placas totais, um bom número destes pacientes voltou sem redução do problema. As placas foram, então solicitadas aos pacientes entes e entregues para um membro da equipe de pesquisadores, o qual era desconhecido pelos participantes de pesquisa. A equipe recomendou e indicou o nome do colega com o objetivo de efetuar o tratamento necessário aos pacientes. O profissional simplesmente instalou as mesmas placas, marcando seus retornos. No tempo determinado, os pacientes foram reexaminados. Para surpresa deles, 65% dos pesquisadores apresentaram melhoras. Como o efeito placebo funciona ainda permanece um pouco de mistério.
No entanto, o uso de placas tem suas indicações e seu uso de maneira inteligente, comumente, traz benefícios aos pacientes. Dentre as indicações estão:
- Proteção de dentes com desgaste (pacientes com bruxismo).
- Tratamento de pacientes com dores intra-articulares.
- Tratamento de pacientes com dores musculares, dor de cabeça, dor cervical e no pescoço.
- Estabiliza dentes temporariamente para tratamento ortodôntico.
- Para fazer diagnóstico diferencial em pacientes com dores musculares e articulares.
- Proteção de restaurações ou de próteses em pacientes com bruxismo.
- Como protetor bucal para uso em esporte.

### Bruxismo do sono
As placas oclusais parecem reduzir o ranger de dentes, a atividade muscular e a dor orofacial. Contrariamente, outros autores encontraram um aumento da atividade muscular em 20% para as placas oclusais rígidas e 50% para as flexíveis. Apesar de as placas oclusais serem amplamente utilizadas para o tratamento do bruxismo do sono (BS), até o momento não foram estabelecidas estratégias específicas ou tratamento único para a sua cura. Por esse motivo, muitos são os estudos feitos com o objetivo de determinar o tratamento ideal. Esta situação indica a necessidade de avaliar o uso das placas oclusais para o BS por meio de uma síntese de estudos (ECCRs) já publicados na literatura, pois a sua efetividade ainda não está comprovada.
O estudo mais adequado para avaliar efetividade de um tratamento é a revisão sistemática.
A revisão sistemática está inserida na concepção da Medicina Baseada em Evidências, que tem o objetivo de buscar as melhores evidências científicas da literatura médica para responder questões clínicas relevantes. Uma revisão sistemática bem conduzida pode ser de grande valor para os clínicos, acrescentando evidências científicas que, unidas à sua experiência clínica e à expectativa do paciente, vão gerar decisões terapêuticas mais adequadas. Revisão sistemática é um estudo secundário que reúne, de forma organizada, resultados de pesquisas clínicas. Uma revisão sistemática responde a uma pergunta claramente formulada, utilizando métodos sistemáticos e explícitos para identificar, selecionar e avaliar criticamente pesquisas relevantes, além de coletar e analisar dados de estudos incluídos na revisão. O somatório estatístico dos resultados de cada estudo chama se metanálise, sendo importante que esteja atrelada a uma busca metódica de todos os estudos existentes, pois, quando é realizada sem esse critério, gera dados discutíveis, causando confusão. Portanto, uma revisão sistemática não necessariamente deve conter metanálise se houver consideráveis variações nos resultados ou se os estudos forem de baixa qualidade.
Em suma, as revisões sistemáticas seguem métodos científicos rigorosos, podendo ser reproduzidas, criticadas, e as críticas incorporadas à sua publicação eletrônica. O desenho adequado da pesquisa clínica é elaborado após a definição da questão clínica, com seus componentes próprios - doença, intervenção, desfecho clínico, grupo controle -, que deverão sempre estar presentes na formulação da questão.

## Tipos de placas
Apesar de existirem diversos tipos descritos na literatura, as placas oclusais apresentam, basicamente, três configurações.

### Placas estabilizadoras
São o tipo mais comum de aparelho utilizado e tem como objetivo reduzir a atividade muscular e proteger os dentes e o periodonto dos hábitos parafuncionais. Recobre totalmente uma das arcadas dentárias e oclui contra todos os dentes antagonistas na posição habitual de fechamento do paciente, possuindo a superfície de contato totalmente plana.
Os contatos oclusais com os dentes antagonistas devem ser uniformes por toda a arcada. A guia protrusiva deve desocluir os dentes posteriores enquanto a guia canina deve desocluir os dentes do lado de balanceio e os dentes anteriores; essas guias são obtidas pela confecção de planos inclinados nas regiões dos incisivos e de caninos. A espessura desse tipo de placa deve ser de aproximadamente 1,5 a 2 mm na região de molares, podendo ser confeccionada tanto para maxila quanto para a mandíbula, mas usada preferencialmente na maxila, devido à maior retenção e estabilidade, além da facilidade de confecção. Outra vantagem da placa   maxilar é ser ajustada a fim de que todos os incisivos inferiores possam facilmente contactá-la, mesmo quando um trespasse horizontal acentuado esteja presente.
Quando utilizado na mandíbula, têm padrão oclusal mais complexo, especialmente quando há trespasse horizontal maior que 2 mm. Nesses casos, a porção vestibular anterior da placa deve ser entendida até alcançar o contato com os incisivos superiores.

#### Indicações
Seu uso principal está relacionado a sintomas condizentes com problemas neuromusculares, como, por exemplo, casos de mioespasmo ou mialgia. Algumas desordens intracapsulares também respondem positivamente à terapia de estabilização com placas, especialmente quando suspeita-se de sobrecarga na ATM como fator etiológico. Pacientes com capsulite e sinuvite experimentam diminuição nos sintomas após o uso desse tipo de aparelho, pois há indicação das cargas distribuías sobre a ATM, promovendo o reparo e a regeneração dos tecidos articulares.
Outra indicação para esse tipo de aparelho é o tratamento de pacientes com deslocamento anterior do disco sem redução, cujos sinais e sintomas perduram por longos períodos (mais de 6 meses) e cujo disco não pode ser reduzido por outras técnicas. Esses pacientes são freqüentemente tratados "independentemente do disco", por meio de redução de cargas na articulação, com a utilização de uma placa estabilizadora, que promove a redução da dor, remodelação articular; e pela formação de um "pseudodisco" na região retrodiscal.
As placas podem ser indicadas, ainda, como  aparelhos de estabilização pós-cirúrgicos, protegendo a ATM de cargas excessivas ou da  compressão durante o período de reparação. Além disso, auxiliam na acomodação da articulação frente à formação de edema pós-cirúrgico.

#### Técnica de confecção
Inicialmente, deve ser executada uma moldagem e os modelos de gesso devem ser precisos e livres de bolhas ou imperfeições.
O próximo passo é realizar a montagem dos modelos no articulador e para isso um registro oclusal preciso é de fundamental importância, sendo que este deve apresentar espessura correspondente à futura placa.

#### Instalação e controle
Inicialmente, realiza-se a prova da placa na boca, a fim de se avaliar sua retenção e estabilidade. No caso de excesso de retenção ou inadaptação, faz-se o alívio interno do acrílico até que a adaptação ou retenção seja obtida; no caso da falta de adaptação ou retenção, faz-se o reembasamento interno com resina acrílica quimicamente ativada.
Qualquer queixa de pressão excessiva nos dentes ou tecidos moles deve ser avaliada e corrigida ne necessário.
O ajuste deve ser feito a fim de se obterem contatos simultêneos e quivalentes em todos os dentes, além das guias de desoclusão anterior e lateral.
Em cada consulta de controle, que varia de tempo em cada caso, devem ser observadas as características citadas anteriormente e correções feitas, se necessário.

### Placas reposicionadoras
Em contraste com a placa estabilizadora, que possui uma superfície quase plana, a placa reposicionadora possui endentações bem definidas, que servem para guiar a mandíbula a uma posição mais protruída, com o objetivo de melhorar o relacionamento côndilo/disco.
Assim como as placas estabilizadoras, as reposicionadoras também podem ser confeccionadas para ambas as arcadas, porém, as da maxila possuem maior retenção e estabilidade, além de serem de mais fácil confecção.

#### Indicações
O uso de terapia reposicionadora é basicamente  indicado para casos de deslocamento de disco com redução, que são acompanhados  de dor articular. A placa reposicionadora promove alívio da dor, impedindo o côndilo de pressionar a região retrodiscal, que é altamente vascularizada e inervada. Em alguns casos, os ruídos articulares podem ser eliminados ou atenuados com essa modalidade de terapia.
Antes da confecção dessa placa, deve-se confimar clinicamente o diagnóstico de deslocamento de disco com redução, o que pode ser conseguido instruindo-se o paciente para realizar a abertura bucal atém do ponto onde ocorre o estalido, a fim de se estabelecer um relacionamento normal entre o côndilo e o disco (redução). Em seguida, o paciente realiza o fechamento em uma posição mais protruída, próxima da posição de topo a topo. Nesse ponto, o disco deve permanecer em seu relacionamento normal com o côndilo. Se o paciente conseguir, então, realizar a abertura sem a ocorrência do estalido, o diagnóstico de deslocamento com redução é confirmado. Contudo, o clínico deve estar ciente de que essa técnica possui limitações e que a eventual ausência de estalido nem sempre é um indicador preciso da posição normal entre o côndilo e disco. Alguns estudos que utilizaram técnicas avançadas de imagens concluíram que,  mesmo com a ausência do estalido, o disco pode permanecer em uma posição mais anteriorizada.
A terapia reposicionadora é indicada ainda para os pacientes com retrodiscite. A redução do traumatismo sobre os tecidos retrodiscais produzida pela placa facilita a reparação destes, com subseqüente formação do "pseudododisco" e remissão da dor.

#### Escolha da posição terapêutica (reposicionamento mandibular)
Para que se obtenha sucesso na terapia reposicionadora, a escolha correta da posição terapêutica é de fundamental importância. Essa posição representa uma anteriorização mínima da posição de máxima intercuspidação do paciente, que manterá o disco corretamene posicionado entre o côndilo e a eminência, promovendo a eliminação do estalido. A determinação dessa posição terapêutica baseia-se nos procedimentos de diagnóstico de deslocamento de disco com redução.

#### Técnica de confecção
Os procedimentos de instalação são os mesmos descritos para as placas lisas. Com respeito à posição anteriorizada, é sugerido que o paciente utilize a placa somente para dormir, a fim de manter o relaxamento correto entre o côndilo e do disco durante a noite, período em que o paciente pode realizar bruxismo ou apertamento.
A terapia reposicionadora esta indicada para períodos curtos (até 3 meses). Após este período, se os sintomas forem significantemente reduzidos, a placa reposicionadora deve ser novamente convertida em placa estabilizadora. Entretanto, se os sintomas persistirem, torna-se necessário um período maior de utilização.

### Placas resilientes
Este tipo de placa vem sendo utilizado há algum tempo, principalmente no tratamento de mialgias e desarranjos intra-articulares e controle do bruxismo. A razão de sua utilização está baseada na fácil obtenção de contatos na região dos dentes posteriores, sem a necessidade de ajustes. Apesar de alguns estudos utilizando esse tipo de aparelho demonstrarem sua efetividade na redução dos sintomas, a literatura, em sua maioria, indica que as placas rígidas são mais efetivas.
Segundo alguns autores que compararam a efetividade de placas rígidas e resilientes, a efetividade de placas rígidas e resilientes sempre foi maior do que a observada em pacientes portadores de placas rígidas. Tem sido especulado que a resiliência do material estimula o paciente a realizar o apertamento.